# Lazy (gruppo musicale)
I Lazy (レイジー?, Reiji) sono un gruppo musicale j-rock fondato a Osaka nel 1973.

## Storia del gruppo
Il gruppo vide la luce nel 1973 per mano di Hironobu Kageyama, Akira Takasaki e Hiroyuki Tanaka, allora compagni di scuola: inclusi nella formazione il batterista Munetaka Higuchi e il tastierista Shunji Inoue ed assunto il nome Lazy in riferimento all'omonimo brano dei Deep Purple, il quintetto esordì ufficialmente nel febbraio 1977 grazie all'interessamento dell'etichetta discografica BMG, avvenuto in seguito a un'esibizione del brano Burn dei Deep Purple al programma Hello Young della ABC.
Nel giugno 1977 il gruppo fece il suo esordio discografico con il singolo Hey! I Love You, seguito nel marzo 1978, dal primo album in studio, intitolato This is the Lazy: il genere adottato era un pop rock melodico che andava a cozzare con le linee stilistiche adottate in origine dal gruppo (orientate verso l'hard rock). Per alleviare il malcontento dei membri (costretti tra l'altro ad adottare dei soprannomi di matrice anglosassone), acuiti dai bassi riscontri di vendita del disco, l'etichetta concesse più ampia libertà stilistica al gruppo: i due album successivi (Dream a Dream e Rock a Diamond, quest'ultimo quasi interamente composto dal gruppo), seguirono uno stile più grezzo ottenendo un riscontro di vendite maggiore rispetto all'esordio.
Nonostante il successo crescente, alcuni dei membri (in particolare Takasaki e Higuchi) continuarono ad essere insoddisfatti del genere intrapreso e, dopo aver pubblicato altri due album nel 1980, il gruppo si sciolse nel febbraio 1981: di lì a qualche mese Takasaki e Higuchi fondarono i Loudness, mentre Kageyama e Tanaka parteciperanno alla lavorazione di colonne sonore per anime.
Dopo diciassette anni di inattività, il gruppo si riformò nel 1998, pubblicando l'album Happy Time, a cui seguì un relativo tour: di lì in poi il gruppo parteciperà a diversi progetti (tra cui Ultimate Lazy for Mazinger per la composizione e l'esecuzione della colonna sonora dell'anime Shin Mazinger Shōgeki! Z-Hen e di alcuni programmi televisivi), rimanendo in attività nonostante il decesso di due componenti (Tanaka e Higuchi, morti nel 2006 e nel 2008 e rimpiazzati, seppure in via non ufficiale, da Tamio Okuda e Kazuyoshi Saito).

## Formazione
- Hironobu "Michell" Kageyama - voce
- Akira "Suzy" Takasaki - chitarra
- Munetaka "Davy" Higuchi - batteria
- Hiroyuki "Funny" Tanaka - basso
- Shunji "Pocky" Inoue - tastiere

## Discografia

### Album registrati in studio
- 1978 - This Is the Lazy (BMG)
- 1978 - Dream a Dream (BMG)
- 1979 - Rock a Diamond (BMG)
- 1980 - Lazy V (BMG)
- 1980 - Earth Ark (宇宙船地球号) (BMG)
- 1998 - Happy Time (BMG)
- 2002 - Earth Ark II (BMG)

### Album registrati dal vivo
- 1978 - レイジーを追いかけろ (Reijii wo oi Kakero) (BMG)
- 1981 - 燃えつきた靑春 (Moe Tsukita Haru) (BMG)
- 1998 - HAPPY TIME TOUR '98 ～ 黒頭巾のなすがまま ～ (BMG)